# The Brand (film 1912)
The Brand è un cortometraggio muto del 1912 diretto da Allan Dwan. Western di genere drammatico, aveva come interpreti J. Warren Kerrigan, Pauline Bush, Jack Richardson, Marshall Neilan.

## Trama
Jim Haroll fa il fabbro. Vive da solo insieme al suo vecchio padre, ma un giorno vede su un giornale la foto pubblicitaria di una bella ragazza di cui si innamora perdutamente. Riesce a sposarla e per lei perde sia il cuore che tutti i suoi averi. Ma un anno dopo la donna si è stancata di quella vita. Jim un giorno la scopre tra le braccia di un venditore: in preda alla furia, prende un ferro con cui lo marchia sulla guancia.

## Produzione
Venne prodotto dall'American Film Manufacturing Company (con il nome Flying A).

## Distribuzione
Il film - un cortometraggio in una bobina - fu distribuito nelle sale statunitensi il 30 maggio 1912 dalla Motion Picture Distributors and Sales Company.